# Franz von Thun und Hohenstein (1826-1888)
Franz von Thun und Hohenstein (Choltitz, 27 luglio 1826 – Schwaz, 30 luglio 1888) è stato un generale austriaco.

## Biografia
Nato in seno alla nobile famiglia dei conti Thun und Hohenstein del Tirolo, era figlio del conte Johann
Nepomuk e di sua moglie, la contessa Nicolasine Baillet de Latour.
L'11 aprile 1844 si unì all'esercito imperiale austriaco come cadetto del 28º reggimento di fanteria dove venne ben presto nominato tenente. Venne quindi trasferito al 1º reggimento di fanteria in Italia al seguito del feldmaresciallo Radetzky. Promosso capitano, prese parte agli scontri delle cinque giornate di Milano dal 18 al 22 marzo 1848 e fu elogiato per il suo comportamento esemplare col nemico.
Dopo lo scoppio della rivolta di ottobre a Vienna nel 1848, il suo reggimento venne trasferito nella capitale per prendere parte alle operazioni di repressione. Ancora una volta venne lodato per il suo comportamento lodevole nelle operazioni di assedio della città, motivo per cui si vide assegnare la croce militare di III classe. Col suo reggimento venne nuovamente spostato nel teatro di guerra italiano, prendendo parte alla battaglia di Novara del 23 marzo 1849 dove venne ferito. Al termine della campagna militare venne promosso maggiore ed assegnato direttamente al personale del feldmaresciallo Radetzky.
Nella seconda guerra d'indipendenza italiana del 1859, prese parte alla battaglia di Magenta e fu nuovamente ferito mentre si trovava al comando di un battaglione di granatieri nel corso della battaglia di Solferino il 24 giugno 1859. Per l'eccellente condotta nel corso della guerra ottenne la croce da cavaliere dell'Ordine imperiale di Leopoldo con decorazioni di guerra. Con effetto dal 1º luglio 1859, venne promosso tenente colonnello. Assunse il comando del 9º reggimento di fanteria quando poco dopo venne promosso colonnello.
Nel 1864 Franz von Thun und Hohenstein venne assegnato al personale dell'imperatore Massimiliano I del Messico come comandante del corpo dei volontari austriaci a seguito del nuovo imperatore in Messico. Una volta giunto in Messico, ebbe il controllo anche di due battaglioni di volontari belgi sotto la guida del suo vice, il tenente colonnello Alfred van der Smissen. Nonostante i notevoli successi che gli valsero la croce di commendatore dell'Ordine di Guadalupe, venne sopraffatto dal corpo di spedizione francese comandato dal generale François Achille Bazaine. Abbandonato anche dall'imperatore, lasciò il servizio in Messico nell'agosto del 1866 e tornò in Austria.
Tornato nell'esercito austriaco a pieno titolo, venne promosso maggiore generale nel 1867 e venne nominato tre anni dopo quale nuovo comandante della 8ª divisione. Nel 1873 venne promosso feldmaresciallo luogotenente e dal 1882 raggiunse il grado di Feldzeugmeister, divenendo comandante militare del Tirolo.
Nel 1877 sposò la principessa Augusta Eugenia di Urach. Si pensionò dall'esercito dal 1 gennaio 1887 e morì a Schwaz, in Tirolo, il 30 luglio 1888.